# Crocidura eisentrauti
Crocidura eisentrauti — вид ссавців родини Soricidae. Це ендемік Камеруну. Його природним середовищем існування є субтропічні або тропічні високогірні луки.